# Endogamia (biología)

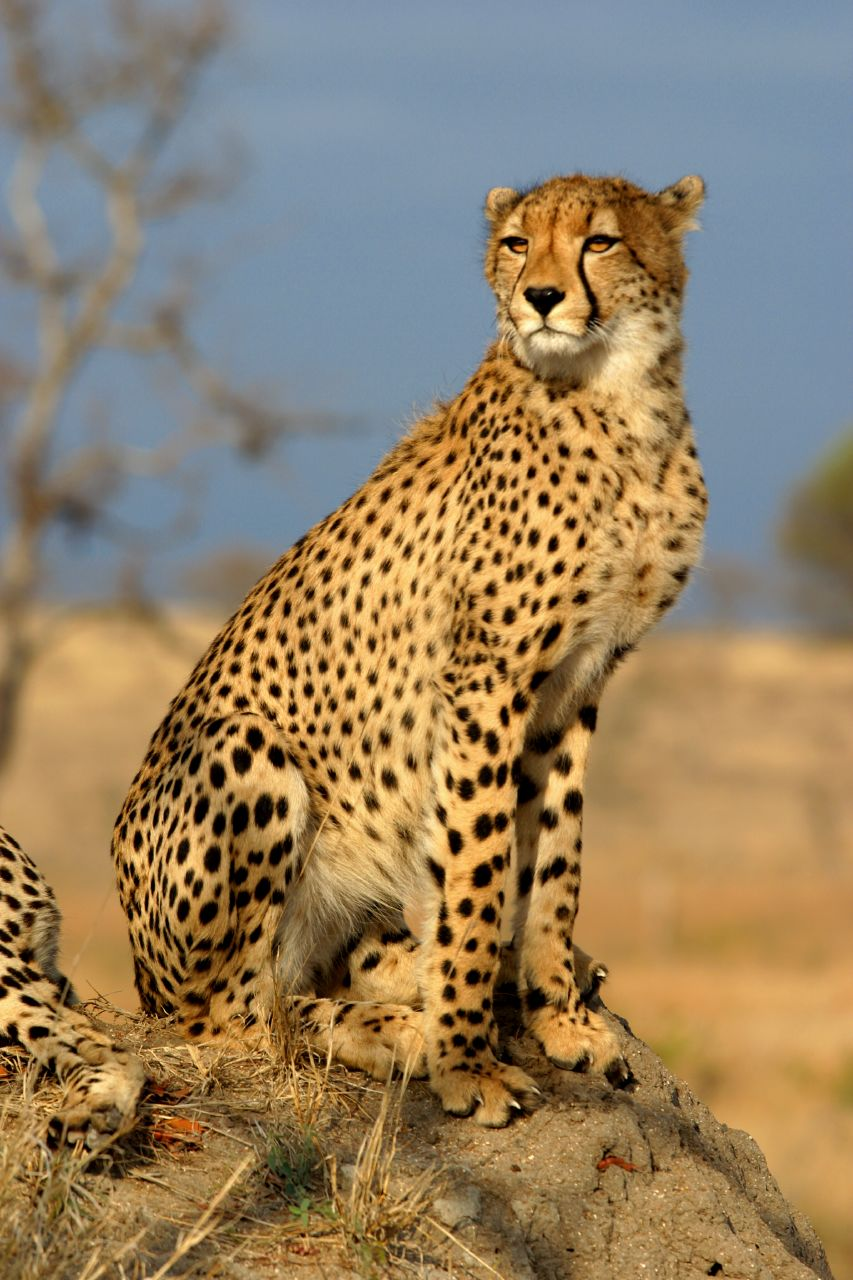
El guepardo es una especie con alto nivel de homocigosidad, debido a dos fuertes cuellos de botella y continua endogamia en sus poblaciones.

La endogamia es la producción de descendencia mediante el apareamiento o crianza de individuos u organismos que están estrechamente relacionados genéticamente. Por analogía, el término es utilizado también en reproducción humana, pero comúnmente se refiere a aquellos desórdenes genéticos y otras consecuencias que pueden surgir de relaciones sexuales incestuosas y consanguinidad.
La endogamia resulta en homocigosidad, la cual puede aumentar las posibilidades de que la descendencia sea afectada por rasgos recesivos o deletéreos. Esto generalmente ocasiona una disminución de la aptitud biológica de una población (la capacidad de sobrevivir y reproducirse), lo cual se conoce como depresión endogámica). El individuo que hereda tales rasgos deletéreos es llamado endogámico.  Para evitar la expresión de tales alelos recesivos deletéreos causados por la endogamia, se emplean creaciones de la  de evitación de endogamia, y es la motivación principal de la cruza externa.  La endogamia entre las poblaciones a menudo también tiene efectos positivos en rasgos relacionados con la aptitud biológica.
La endogamia es una técnica utilizada en cría selectiva. En la cría de ganado, los criadores pueden utilizarla cuando, por ejemplo, intentan establecer un rasgo nuevo y deseable en el ganado, pero se tendrá que vigilar características indeseables en la descendencia, las cuales entonces pueden ser eliminadas a través de la cruza selectiva con líneas más lejanas o Culling.  También suele usarse la endogamia para revelar rasgos recesivos deletéreos, los cuales pueden entonces ser eliminados mediante estrategias de cruza. En la cría de plantas, la cruza endogámica de líneas vegetales son utilizadas como estirpe para la creación de líneas híbridas y hacer uso de los efectos de heterosis.  La endogamia en las plantas también ocurre naturalmente en forma de autopolinización.

## Generalidades
La descendencia de personas genéticamente relacionadas son sujetas al posible efecto de la endogamia, como enfermedades congénitas de nacimiento. 
La probabilidad de contraer tales desórdenes aumenta cuanto más estrechamente relacionados estén los padres biológicos. Esto es porque tales emparejamientos tienen un 25% probabilidad de producir cigotos homocigóticos, resultando en descendencia con dos alelos recesivos, los cuales pueden producir desórdenes cuando estos alelos son deletéreos. Debido a que la mayoría de los alelos recesivos son raros en las poblaciones, es muy poco probable que una pareja no relacionada sean portadores del mismo alelo deletéreo. Aun así, ya que los parientes cercanos comparten una fracción grande de sus alelos, la probabilidad que cualquier alelo deletéreo sea heredado del ancestro común a ambos padres aumenta dramáticamente. También es importante notar que, en términos de probabilidad, por cada individuo homocigoto recesivo generado,  hay una misma probabilidad de producir un individuo homocigoto dominante, completamente libre del alelo nocivo. Contrario a la creencia común, la endogamia por sí misma no altera la frecuencia alélica, sino que aumenta la proporción relativa de homocigotos y heterocigotos.  Aun así, debido a que la proporción aumentada de homocigotos deletéreos expone el alelo a la selección natural, a la larga su propia frecuencia disminuye más rápidamente en las poblaciones endogámicas.  A corto plazo, se espera que la reproducción incestuosa aumente el número de abortos espontáneos de cigotos, muertes perinatales, y descendencia posparto con defectos de nacimiento. Las ventajas de la endogamia pueden ser el resultado de una tendencia a preservar la estructura de los alelos que interactúan en diferentes loci que han sido adaptados en conjunto por una historia selectiva común.
Las malformaciones o rasgos negativos pueden quedarse dentro de una población debido a un alta tasa de homocigocidad, y esto causará que ciertos rasgos sean fijados en la población, como un número excesivo de huesos en un área, como la columna vertebral de los lobos en Isla Royale; o tener anormalidades craneales, como aquellas en los elefantes marinos del norte, donde la longitud de su hueso craneal en la fila de dientes de la mandíbula inferior ha cambiado. El tener un alto índice de homocigocidad es problemático para una población porque desenmascara los alelos recesivos deletéreos generados por mutaciones, reduce la ventaja heterocigótica, y es detrimental a la supervivencia de poblaciones animales pequeñas y/o en peligro. Cuando los alelos recesivos deletéreos son desenmascarados debido a la homocigocidad aumentada generada por la endogamia, puede generarse depresión endogámica. Es posible que la severidad de la depresión endogámica pueda ser disminuida si la selección natural puede purgar tales alelos de poblaciones durante la endogamia. Si la depresión endogámica puede ser disminuida por selección natural entonces algunos rasgos, nocivos o no, pueden ser reducidos y cambiar el futuro de poblaciones pequeñas y en peligro.
También puede haber otros efectos deletéreos además de aquellos causados por enfermedades recesivas. Por lo tanto, aquellos sistemas inmunitarios que son bastante similares pueden ser más vulnerables a enfermedades contagiosas (ver Complejo Mayor de Histocompatibilidad).
El historial de endogamia de la población también tiene que ser considerado cuando se habla sobre la variación en la severidad de la depresión endogámica entre y dentro de las especies. Con una endogamia persistente, hay evidencia de que la depresión endogámica se vuelve cada vez menos severa. Esto está asociado con el desenmascaramiento y eliminación de alelos severamente deletéreos. Aun así, la depresión endogámica no es un fenómeno temporal porque la eliminación de los alelos recesivos deletéreos nunca serán completa.  Eliminar aquellos alelos ligeramente deletéreos mediante endogamia bajo selección moderada no es tan efectivo. La fijación de alelos ocurre más probablemente a través del trinquete de Muller, cuando el genoma de una población asexual va acumulando mutaciones deletéreas que son irreversibles. Se suele decir que un rasgo que señala endogamia, y poca diversidad, poca vitalidad del genoma, es la presencia de cuencas de las órbitas de diferente tamaño y forma en un individuo. La endogamia es un rasgo cultual en ciertos grupos, como los hebreos, la Iglesia Católica se acercó a las costumbres romanas sobre matrimonios, la cabeza del derecho familiar en Roma era el Pontifex maximus, prohibiendo las uniones consanguíneas hasta el 7º grado. Uniones como la que imponía la ley hebrea del Levirato son incestuosas, prohibidas a los cristianos. Es conocida la anécdota: 'El mejor cónyuge para un Habsburgo es otro Habsburgo'
A pesar de todas sus desventajas, la endogamia también puede tener varias ventajas, como reducir el costo del sexo, reducir la carga de recombinación, y permitir la expresión de fenotipos recesivos ventajosos. Se ha propuesto que bajo aquellas circunstancias donde las ventajas de la endogamia sobrepasan las desventajas, la crianza preferencial dentro de grupos pequeños podría ser promovida, y podría llevar a un evento de especiación.